# Buffone

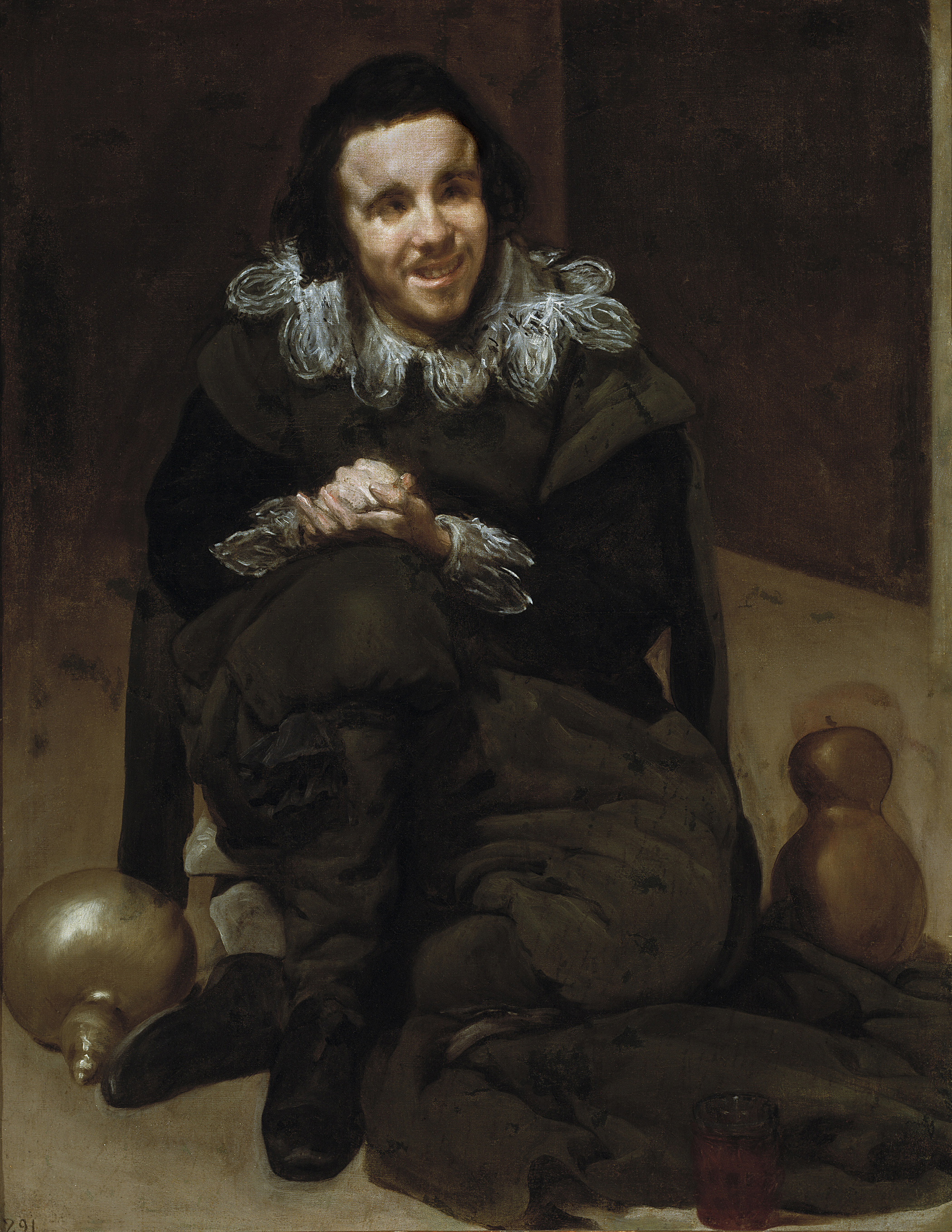
Diego Velázquez, Ritratto del buffone Juan Calabazas

Il buffone era un giullare che nelle corti europee aveva l'incarico d'intrattenere suscitando le risate dei signori con facezie e scherzi. La figura del buffone era però già presente nell'antichità.

## Storia
Nel mondo antico i buffoni erano spesso ragazzi giovani, introdotti dai re a corte, col preciso compito di divertire questi ultimi. Col Medioevo come buffoni vennero invece scelti maschi adulti, perlopiù molto deformi. In Italia alcuni di essi erano veri e propri artisti che davano spettacoli: le compagnie da loro formate prendevano il nome di "Joculatores". 
Fin dal XIV secolo era diffusa la "frottola", la cui caratteristica era una narrazione di tipo umoristico che diverrà dialogata e teatrale nel XVI secolo. Nel XV secolo iniziarono i monologhi buffoneschi: il "mariazzo", recitato durante i matrimoni, e lo "gliommero", di fatto uno scioglilingua. Nella Sacra rappresentazione ci sono i "Frammessi", con carattere comico - rusticano, perché sulla scena era riflessa la vita quotidiana, con la satira del contadino, per lo più ambientata in Toscana. In queste rappresentazioni si esibivano i buffoni mettendo in scena figure di storpi, deformi, nani e talvolta lo erano essi stessi. In Italia erano attivi nelle corti, ma senza una carica ufficiale, perché praticavano anche altri lavori. Tra i più noti si ricordano Pietro Gonnella, alla Corte estense di Ferrara, il Barlacchi, Mastro Andrea, Zuan Polo (buffone a Venezia), Domenego Tajacalze (anch'egli buffone a Venezia), Antonio da Molino detto il Burchiello.
Durante il Rinascimento italiano il genere comico-popolare si allargò e nelle città di Firenze e Venezia nacquero compagnie teatrali. Col nome di "cantimpanca" venivano detti i buffoni che si esibivano sia nelle corti sia nelle case private, motivo per cui in seguito crescerà l'esigenza di avere un teatro.
In Francia essere buffoni significava avere una vera e propria carica. In questo paese nacque il primo buffone riconosciuto, Geoffroy, che visse alla corte di Filippo V il Lungo (XIV secolo). I buffoni mantennero la carica fino al 1662, anno in cui essa fu soppressa, benché rimanessero operanti fino alla Rivoluzione francese. Questi buffoni vestivano abiti speciali.

## Consuetudini riguardanti i compensi
Lodovico Antonio Muratori. dedicando ampio spazio alle Feste e giochi dell'età media, nelle sue Dissertazioni sopra le Antichità italiane (diss.XXIX), parla di grandiose feste  dove intervenivano «un'immensa copia di cantambanchi, buffoni, ballerini da corda, musici, sonatori, giocatori, istrioni ed altra simil gente» che venivano tradizionalmente ricompensati con le stesse vesti preziose che i vari principi si scambiavano ospitandosi nelle Corti. Tale tradizione, che ritroviamo documentata tra gli altri in Aristotele, Aristofane, Marziale e che interessa pressoché tutte le grandi famiglie italiane del XIV secolo e non solo in occasione delle grandi cerimonie a corte, viene fatta risalire agli arabi e a Maometto, il quale «rimunerò col suo mantello il poeta Caabo». Sempre seguendo le ricerche di Muratori si viene a conoscenza che questa usanza era stigmatizzata da sant'Agostino.

## Nella cultura di massa
- Nella letteratura teatrale è da ricordare la figura del fool shakespeariano, presente nelle varie opere del drammaturgo inglese.

- Nella traduzione dell' Eneide virgiliana realizzata dal latinista statunitense David Hadbawnik, i tre adolescenti al servizio di Ramnete (famuli in latino), destinati a venire uccisi nel sonno insieme a lui da Niso, sono presentati come buffoni ("  Then he turns and stabs proud Rhamnes, who’s piled up a stack of pillows and lies snoring into the night – a king, actually, and one of Turnus’s dearest augurs. No way he could augur his way out of this. Next Nisus runs through three fools snoozing nearby "). [3]

- Nell'opera lirica Rigoletto di Giuseppe Verdi, Rigoletto è il buffone alla corte del duca di Mantova.

- Nel dipinto Sette peccati capitali di Bosch sono presenti due buffoni nello scomparto dedicato alla Lussuria.